# Heiskalansaari (ö i Norra Karelen)
Heiskalansaari är en ö i Finland. Den ligger i sjön Iso-Kuora och i kommunen Lieksa i den ekonomiska regionen  Pielinen-Karelen  och landskapet Norra Karelen, i den östra delen av landet, 400 km nordost om huvudstaden Helsingfors. Öns area är 6,9 hektar och dess största längd är 450 meter i sydöst-nordvästlig riktning.